# Mark Mori
Mark Mori ist ein US-amerikanischer Dokumentarfilmer, Film- und Fernsehproduzent, Regisseur und Drehbuchautor. Er wurde 1991 für Building Bombs für den Oscar für Dokumentarfilmer nominiert und 2002 für Kent State: The Day the War Came Home mit einem Emmy ausgezeichnet.

## Werk
Zusammen mit Susan Robinson filmte Mark Mori den Dokumentarfilm Building Bombs, für den die beiden 1991 für einen Oscar nominiert wurden. Als PBS 1990 die Ausstrahlung abgelehnt hatte protestierte Mori und wurde darin von Prominenten und politischen Gruppen unterstützt. PBS wurde dabei Zensur vorgeworfen. 1993 gab PBS nach und eine um zehn Minuten gekürzte Fassung wurde ausgestrahlt.
Er war Executive Producer des Films Blood Ties: The Life and Work of Sally Mann (1994), für den Steven Cantor und Peter Spirer 1994 für den Oscar für den Besten Dokumentar-Kurzfilm nominiert wurden. Und er war Co-Produzent des Dokumentarfilms The Fire This Time, welche die Unruhen in Los Angeles 1992 vor dem Hintergrund der Geschichte der Afroamerikaner in Los Angeles betrachtet.
Zusammen mit Alec Baldwin produzierte er 1996 und 1997 die auf den Independent Film Channel und Bravo ausgestrahlte Kurzserie Raw Footage. Es handelte sich um eine Reihe von Interviews von unabhängigen Dokumentarfilmern mit Baldwin.
Für die 2000 produzierte Fernsehdokumentation Kent State, the Day the War Came Home war er Executive Producer und wurde mit dem Emmy ausgezeichnet. Danach produzierte er für das Fernsehen, war aber auch Produzent für das Computerspiel Conflict: Desert Storm 2.
Die Dokumentation Bettie Page Reveals All schuf Mark Mori 2012 mit der Kooperation von Page, die den Film über ihr Leben erstmals offen kommentierte. Mori zeigte dabei nie die zu dem Zeitpunkt sehr alte Bettie Page.

## Auszeichnungen und Nominierungen
- 1991: Oscar für den Besten Dokumentarfilm für Building Bombs (Nominierung)[1]
- 2001: Emmy Award: News & Documentary Emmy Award für Outstanding Background/Analysis of a Single Current Story - Programs als Executive Procer von Kent State: The Day the War Came Home[12]
- 2013: Garden State Film Festival: Bester Dokumentarfilm für Bettie Page Reveals All[11]